# International Association of Applied Psychology
Die International Association of Applied Psychology (IAAP, deutsch Internationale Gesellschaft für Angewandte Psychologie) ist eine der beiden bedeutsamsten internationalen psychologischen Fachgesellschaften. Mitglieder dieser Organisation können Einzelpersonen werden (im Unterschied zur IUPsyS als Dachorganisation nationaler Fachverbände).
Sie hat zur Aufgabe, die Angewandte Psychologie in Wissenschaft und Praxis zu fördern und den weltweiten Austausch zu diesen Fragen anzuregen.
Die IAAP wurde 1920 gegründet und ist damit die älteste internationale Fach-Organisation innerhalb der Psychologie.
Die IAAP hat mehr als 1500 Mitglieder aus etwa 80 Ländern.
Alle 4 Jahre findet der Internationale Kongress für Angewandte Psychologie statt. Die IAAP ist in 16 Divisionen für die einzelnen Fachdisziplinen der Psychologie organisiert. Sie gibt die Zeitschrift Applied Psychology: An International Review heraus.
Die IAAP ist die älteste internationale Psychologenorganisation und wurde 1920 als „International Association of Psychotechnology“ (Association International de Psychotechnique) gegründet. 1955 erhielt sie den heutigen Namen. Offizielle Sprachen sind Englisch und Französisch. Die IAAP ist assoziiertes Mitglied des International Social Science Council.

## Divisionen
Aktuell hat die IAAP 18 Divisions, die nach Teilgebieten bzw. Fragestellungen organisiert sind:
1. Work and Organizational Psychology
2. Psychological Assessment and Evaluation
3. Psychology and Societal Development
4. Environmental Psychology
5. Educational, Instructional and School Psychology
6. Clinical and Community Psychology
7. Applied Gerontology
8. Health Psychology
9. Economic Psychology
10. Psychology and Law
11. Political Psychology
12. Sport Psychology
13. Traffic and Transportation Psychology
14. Applied Cognitive Psychology
15. Student Division
16. Counseling Psychology
17. Professional Psychology
18. History of Applied Psychology

## Kongresse der IAAP und Ausrichter
- I Genf, Schweiz 1920, E. Claparède
- II Barcelona, Spanien 1921, E. Claparède
- III Milano, Italien 1922, G. Ferrari
- IV Paris, Frankreich 1927, E. Toulouse
- V Utrecht, Holland 1928, N. Roels
- VI Barcelona, Spanien 1930, E. Mira i López
- VII Moskau, UdSSR 1931, N. Spielrein
- VIII Prag, CSSR, 1934 R. Seracky
- IX Bern, Schweiz, 1949 H. Pieron
- X Göteborg, Schweden 1951, J. Elmgren
- XI Paris, Frankreich 1953, F. Bonnardel
- XII London, GB 1955, C. Frisby
- XIII Rom, Italien 1958, T. Canstrelli
- XIV Kopenhagen, Dänemark 1961, R. Tranekjaer
- XV Ljubljana, Jugoslawien 1964, Z. Bujas
- XVI Amsterdam, Niederlande 1968, N. Wijngaarden
- XVII Liège, Belgien 1971, R. Piret
- XVIII Montreal, Kanada 1974, L. Dorais
- XIX München, Deutschland 1978, R. Amthauer
- XX Edinburgh, UK 1982, G. Randell
- XXI Jerusalem, Israel, 1986 Y. Amir
- XXII Kyoto, Japan 1990, J. Misumi
- XXIII Madrid, Spanien 1994, J.M. Prieto
- XXIV San Francisco, USA 1998, J. Matarazzo
- XXV Singapur 2002, E. Nair
- XXVI Athen, Griechenland 2006, J. Georgas & M. Manthouli
- XXVII Melbourne, Australien 2010, P. Martin
- XXVIII Paris, Frankreich 2014, Christine Roland-Lévy

## Andere internationale Organisationen (Psychologie)
- International Union of Psychological Science
- Europäische Föderation der Psychologenverbände